# 용인시 갑 (2000년 선거구)
용인시 갑은 대한민국의 옛 국회의원 선거구이다. 당시 경기도 용인시의 일부 지역을 관할했다.

## 역사
대한민국 제16대 국회의원 선거를 앞두고 용인시 선거구가 갑, 을로 분구되면서 신설되었다.
2005년 10월 31일을 기해 용인시에 구제가 실시되어 일반구인 처인구, 기흥구, 수지구가 신설되었다. 이에 대한민국 제18대 국회의원 선거를 앞두고 용인시 기흥구 선거구와 용인시 처인구 선거구로 각각 분리되면서 폐지되었다.

## 역대 국회의원
| 선거   | 정당 | 정당         | 의원   |
| ------ | ---- | ------------ | ------ |
| 2000년 |      | 새천년민주당 | 남궁석 |
| 2004년 |      | 열린우리당   | 우제창 |

## 역대 선거 결과

### 대한민국 제16대 국회의원 선거
|  | 45.25% |

|  | 25.18% |

|  | 23.10% |

|  | 6.44% |

### 대한민국 제17대 국회의원 선거
|  | 46.49% |

|  | 36.35% |

|  | 9.49% |

|  | 3.97% |

|  | 3.68% |